# Duomo di Terni

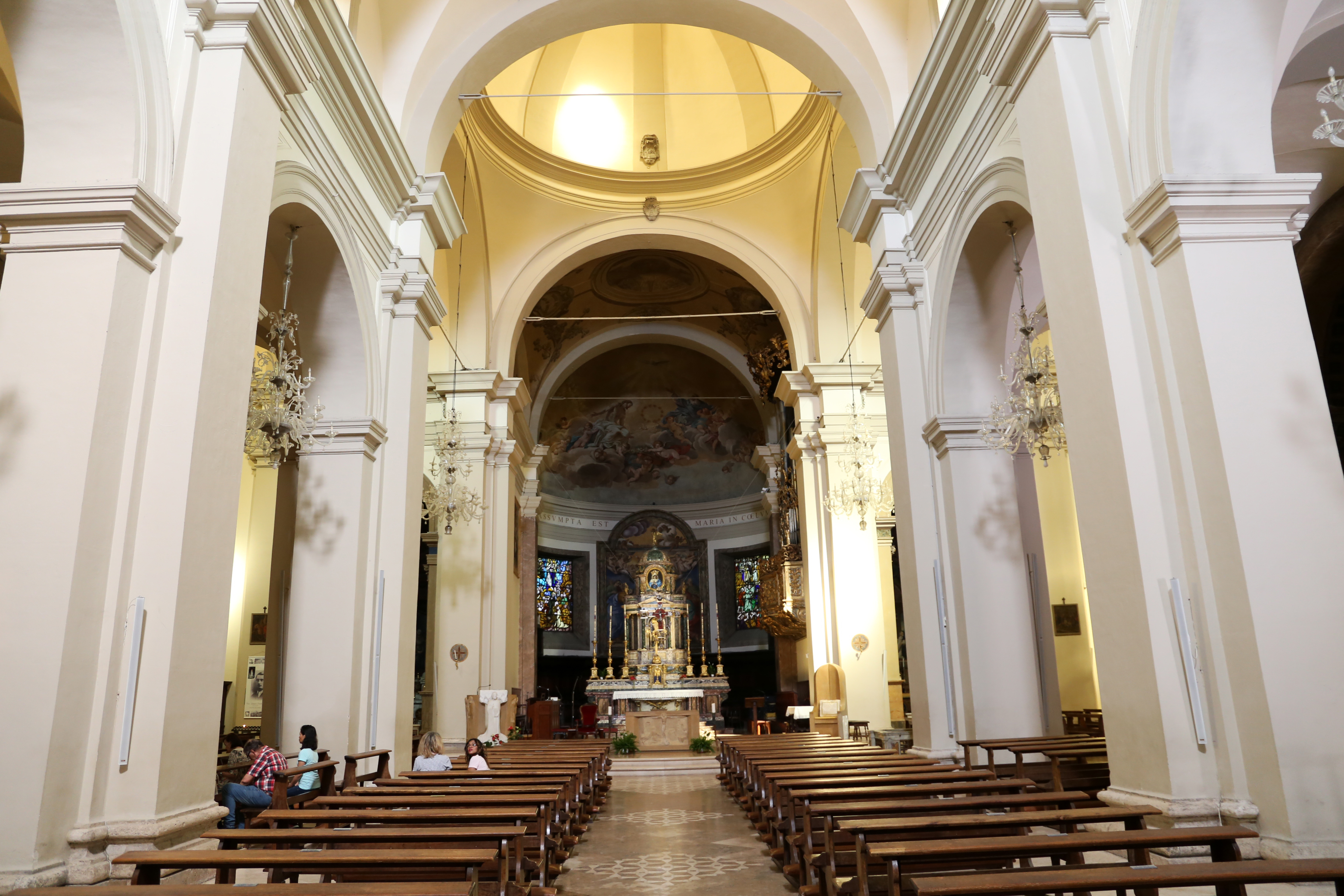
L'interno

La cattedrale di Santa Maria Assunta è il duomo di Terni, e cattedrale della diocesi di Terni-Narni-Amelia.

## Storia
L'attuale cattedrale è il risultato di una serie di costruzioni ed interventi che si sono succeduti nel corso dei secoli. La tradizione locale racconta che la prima cattedrale, corrispondente alla cripta, fu fatta edificare, su resti di un tempio pagano romano, dal santo vescovo ternano Anastasio, nel VI secolo: i lavori di consolidamento effettuati tra 1932 e 1937 (su progetti di Marcello Piacentini) hanno portato alla luce, nella zona della cripta, tre absidi interrate e resti di un rosone con bifore laterali. 
Nel IX secolo, a causa della posizione interrata in cui si venne a trovare la cripta, furono eseguiti lavori di ristrutturazione della cripta e della cattedrale, lavori ripresi ancora nel XII secolo. Della cattedrale romanica oggi restano pochi resti, a causa dei lavori d'ammodernamento, secondo i gusti dell'epoca, messi in opera nel XVI e XVII secolo: innalzamento della navata centrale, rifacimento della tribuna e del campanile, edificazione del fonte battesimale e delle cappelle laterali, e soprattutto la sistemazione definitiva in chiave barocca della cattedrale e della piazza antistante su progetti di Gian Lorenzo Bernini (XVII secolo). 
Per quanto riguarda la torre laterale c'è stata una diatriba nel Cinquecento per il suo posizionamento. Alla fine si è giunti alla soluzione di porla a sinistra dell'abside e fu riedificata nel 1743.

## Descrizione
La facciata presenta un ampio porticato con un doppio ordine di colonne; nel porticato si aprono tre porte di stile romanico, arricchite da fregi. La parte superiore della facciata è opera moderna, composta da una balaustra in travertino e dalle statue di otto vescovi ternani, tra cui san Valentino su progetto di Marcello Piacentini.
L'interno dell'edificio è a pianta a croce latina a tre navate, divise da pilastri, con cappelle laterali (tra cui quelle del battistero e del Santissimo Sacramento), transetto e abside. 
In controfacciata è stato eseguito nel 2007 un grande affresco con la Rete mistica opera del pittore argentino Ricardo Cinalli, rappresentante la Resurrezione dei corpi durante il Giudizio universale, popolata da personaggi contemporanei.
Il transetto destro presenta un altare che reca una tela con l'Immacolata Concezione di Ippolito Borghese.
Nel presbiterio si trova l'organo del XVII secolo, il coro ligneo intagliato di Domenico Corsi (1559) e nell'abside è un affresco con la raffigurazione dei Santi protettori della città e angeli del XVII secolo;
Tra le opere artistiche, si possono menzionare anche:
- il fonte battesimale con scolpiti gli stemmi del comune, che finanziò l'opera (1585);
- la tela con la raffigurazione del Noli me tangere, attribuita a Guido Reni;
- la tela raffigurante l'Orazione nell'orto, firmato da Francesco Romolo Cincinnato, rara opera del pittore spagnolo figlio del fiorentino Romolo trasferitosi in Spagna, dove si vede un patetismo iberico unito a un gusto per i volumi sintetici e luminosi appreso dalle opere di Luca Cambiaso in Spagna.[2]
- il tabernacolo di Carlo Murena con le reliquie del sangue di Cristo;
- nella cripta, è la tomba di sant'Anastasio, costruita utilizzando un'ara pagana arricchita da formelle cosmatesche (altre formelle dello stesso tipo sono conservate in sacrestia).